# Inge Koch
Inge Koch (...) è una pattinatrice artistica su ghiaccio tedesca. Insieme a Günther Noack ha vinto due bronzi al Campionato del mondo e due bronzi al Campionato europeo nella gara riservata alle coppie nel 1938 e nel 1939.

## Risultati
Con Günther Noack
| Evento              | 1937 | 1938 | 1939 |
| ------------------- | ---- | ---- | ---- |
| Campionati mondiali | 5°   | 3°   | 3°   |
| Campionati europei  | 5°   | 3°   | 3°   |
| Campionati tedeschi | 2°   | 2°   |      |